# Armando Curcio Editore
Armando Curcio Editore è una casa editrice italiana con sede a Roma, fondata nel 1927 e dichiarata fallita nel 1994.
Ha ripreso l'attività nel 2004.

## Storia
Venne fondata nel 1927 a opera del commediografo e giornalista Armando Curcio e si affermerà nel corso del XX secolo pubblicando testi teatrali della commedia napoletana. Nel catalogo della casa editrice si annoverano volumi di narrativa, saggistica e arte ed è attiva in diversi settori dell'editoria come le grandi opere, editoria per l'infanzia, per la famiglia e per la didattica, famosa soprattutto per le pubblicazioni a dispense.
Nel 1987 la casa editrice, che fatturava una cinquantina di miliardi di lire con un sostanziale pareggio di bilancio, ebbe problemi di liquidità in seguito alla morte, avvenuta nel 1986, del presidente e direttore editoriale, Alfredo Curcio, figlio del fondatore. Nel 1988 fu rilevata dalla Fincentro, finanziaria di Mario Schimberni, ex presidente della Montedison ed ex commissario straordinario delle Ferrovie dello Stato Italiane. Schimberni divenne presidente, mentre l'incarico di amministratore delegato finì a Matilde Bernabei. Alla casa editrice fu impresso un nuovo corso orientato verso l'editoria multimediale, con un aumento del fatturato ma anche con un impegno sempre più gravoso sul fronte finanziario al punto da finire nel 1993 in amministrazione controllata. Dopo nove mesi, il fallimento avvenne nel febbraio 1994 e l'attività rimase sospesa sino al 1999. Dopo tentativi andati a vuoto, il magazzino di diecimila metri quadrati e i macchinari furono ceduti alla Locat del gruppo UniCredit per nove miliardi. Invece all'asta per i marchi e i diritti della casa editrice parteciparono Eugenio De Rosa, ex direttore editoriale della Curcio stessa, e Fortunato Siciliano, editore romano della People's Book, nata nel 1996 e specializzata nella vendita di prodotti porta a porta. La Curcio fu acquistata per 1,3 miliardi da Siciliano che nel 2004 ha dato vita al Gruppo Armando Curcio Editore, specializzandosi nella didattica.

## Catalogo
Scuola
Dedicate al mondo della didattica e della scuola sono La nuovissima PME, enciclopedia dedicata agli studenti del secondo ciclo; Ver Progress, la videoenciclopedia dei Ragazzi che si compone di strumenti didattici e multimediali; il New Playtime Multimedia, un corso d’inglese a cartoni animati per i più piccoli; La biblioteca meravigliosa del Brucosaggio, opera per la famiglia realizzata in collaborazione con l’ANP (Associazione Nazionale Dirigenti e Alte Professionalità della Scuola), con lo scopo di accompagnare il genitore in tutte le fasi di sviluppo del bambino, seguendo tutti «campi di esperienza educativa». Il Vangelo per bambini è un'opera in 36 volumetti che racconta la storia di Gesù per i più piccoli.
Cultura, famiglia, musica
I titoli principali che compongono questa divisione sono Conoscere l'Arte, Vita degli animali, Fiori e Piante, I Testimoni della Fede, L'Arca di Noè, Stargate, La letteratura italiana, Storia d'Italia dall'Unità ad oggi, Grande Enciclopedia della Cucina Curcio, La tua salute e Grande dizionario della canzone italiana.
La linea aurea
Alla sezione grandi opere appartengono prodotti come i quattro titoli della linea aurea: I pirati della Malesia di Emilio Salgari, I Promessi sposi di Alessandro Manzoni, La sacra Bibbia ed il volume fotografico Frecce tricolori, dedicato al 50º anniversario della pattuglia acrobatica italiana.

## Scuola Digitale Curcio
Scuola Digitale Curcio è una piattaforma didattica interattiva per la scuola primaria e secondaria di I grado, in linea con le indicazioni del MIUR. Per realizzare questo progetto, la casa editrice è stata accusata di aver usufruito di stagisti cui veniva assegnato del lavoro di revisione di testi, da svolgere a casa, a titolo gratuito.

## Il Premio Curcio
Il "Premio Curcio per le Attività Creative" è un'iniziativa promossa dalla casa editrice rivolta a tutti gli allievi delle scuole di ogni ordine e grado. Nato dalla volontà di valorizzare la creatività dei ragazzi, il Premio prende le mosse dal Premio Curcio per il Teatro e la Cultura voluto da Armando Curcio.

## Opere
- Il ritratto di Dorian Gray, di Oscar Wilde
- La divina commedia, di Dante Alighieri
- La Sacra Bibbia a cura di monsignor Antonio Martini.
- Frecce Tricolori a cura del fotografo Luca Rocca.
- Vita di Garibaldi a cura di Giuseppe Guerzoni.
- Ciclo I pirati della Malesia di Emilio Salgari.
- I promessi sposi di Alessandro Manzoni.